# Pescetarianismo
El pescetarianismo es una práctica dietética en la que los productos del mar son la única fuente de carne en una dieta por lo demás vegetariana. La inclusión de otros productos animales, como huevos y lácteos, es opcional. Según una investigación realizada entre 2017 y 2018, aproximadamente el 3% de los adultos en todo el mundo son pescetarianos.

## Definición y etimología
"Pescetariano" es un neologismo formado a partir de la fusión de la palabra italiana "pesce" ("pez") y la palabra inglesa "vegetarian". El término se acuñó en el Reino Unido a finales de los años 80. "Pescovegetariano" es un término sinónimo que apenas se utiliza fuera del ámbito de la investigación académica, aunque ocasionalmente ha aparecido en otras publicaciones y literatura estadounidenses desde, al menos, 1980.

## Historia

### Historia temprana
Los primeros vegetarianos en la historia occidental documentada pudieron haber sido los pitagóricos, una denominación derivada del filósofo griego Pitágoras. Aunque Pitágoras dio su nombre a la dieta sin carne, algunos biógrafos sospechan que pudo haber comido pescado también en ocasiones,  lo que, según los estándares actuales, no lo habría convertido en vegetariano sino en pescetariano. Muchas de las filosofías de Pitágoras inspiraron a Platón, quien abogó por la superioridad moral y nutricional de las dietas de orientación vegetariana. En la república ideal de Platón, una dieta saludable consistiría en cereales, semillas, legumbres, fruta, leche, miel y pescado.
En 675, el consumo de ganado y animales salvajes fue prohibido en Japón por el emperador Tenmu, debido a la influencia del budismo y la falta de tierra cultivable. Sin embargo, Tenmu no prohibió el consumo de ciervos o jabalíes. Posteriormente, en el año 737 del período Nara, el emperador Shōmu aprobó el consumo de pescado y mariscos. Durante los 1200 años que van desde el período Nara hasta la Restauración Meiji en la segunda mitad del siglo XIX, los japoneses comieron comidas de estilo vegetariano, y en ocasiones especiales, se servían mariscos. Las excepciones fueron las aves de caza servidas entre la nobleza Heian,  y cuando los europeos llegaron a Japón en el siglo XV, la dieta japonesa incluía carne de jabalí.
Varias órdenes de monjes en la Europa medieval restringieron o prohibieron el consumo de carne por razones ascéticas, pero ninguno de ellos se abstuvo de consumir pescado; estos monjes no eran vegetarianos, pero algunos eran pescetarianos.
Marción de Sinope y sus seguidores comían pescado, pero no aves ni carne roja. El pescado era considerado por los marcionitas como un alimento más sagrado. Consumían pan, pescado, miel, leche y verduras.
Los "Oyentes" de la jerarquía eclesiástica del maniqueísmo se alimentaban de pescado, grano y verduras. El consumo de animales terrestres estaba prohibido, basado en la creencia maniquea de que "los peces, al nacer en y del agua, y sin ninguna conexión sexual por parte de otros peces, están libres de la mancha que mancilla a todos los animales".
La Regla de San Benito insistía en la abstinencia total de carne de animales de cuatro patas, excepto en casos de enfermedad. De este modo, los monjes benedictinos seguían una dieta basada en verduras, huevos, leche, mantequilla, queso y pescado. Pablo el Diácono especificó que el queso, los huevos y el pescado formaban parte de la dieta habitual de un monje. El monje benedictino Walafrido Estrabón comentó: "Un poco de sal, pan, puerros, pescado y vino; ese es nuestro menú."
Los cartujos observaban una dieta rigurosa a base de pescado, queso, huevos y verduras, limitándose a pan y agua los viernes.
En el siglo XIII, los monjes cistercienses consumían pescado y huevos. Se crearon estanques para la piscicultura. Desde principios del siglo XIV, los monjes benedictinos y cistercienses dejaron de abstenerse de consumir carne de animales de cuatro patas. En 1336, el Papa Benedicto XII permitió a los monjes comer carne cuatro días a la semana fuera del período de ayuno si no se servía en el refectorio.
Los anacoretas de Inglaterra llevaban una dieta pescetariana que consistía en pescado sazonado con manzanas y hierbas, sopa de frijoles o guisantes, y leche, mantequilla y aceite..

### SigloXIXhasta la actualidad
Plantilla:Expand section
Francis William Newman, quien fue presidente de la Sociedad Vegetariana de 1873 a 1883, permitió la membresía asociada a personas que no eran completamente vegetarianas, como los pescetarianos. Finalmente, en la década de 1890, el propio Newman cambió de una dieta ovo-lacto-vegetariana a una dieta pescetariana, argumentando que los peces no desperdician espacio terrestre, son abundantes debido a sus altas tasas de reproducción, no cuidan a sus crías y no tienen sentimientos parentales que puedan ser vulnerados, y pueden ser capturados y sacrificados de maneras que infligen un dolor mínimo.
En 2016, el libro Seagan Eating promovió una dieta de mariscos, que se distingue de las dietas pescetarianas comunes al desaconsejar el consumo de lácteos y huevos..

## Tendencias y demografía
En 2020, el pescetarianismo ha sido descrito como una dieta basada en plantas. El consumo regular de pescado y la reducción del consumo de carne roja se reconocen como prácticas dietéticas que pueden promover la salud. Se ha demostrado que el pescetarianismo es más popular entre las mujeres que entre los hombres en todas las regiones donde se dispone de datos sobre la proporción de sexos.

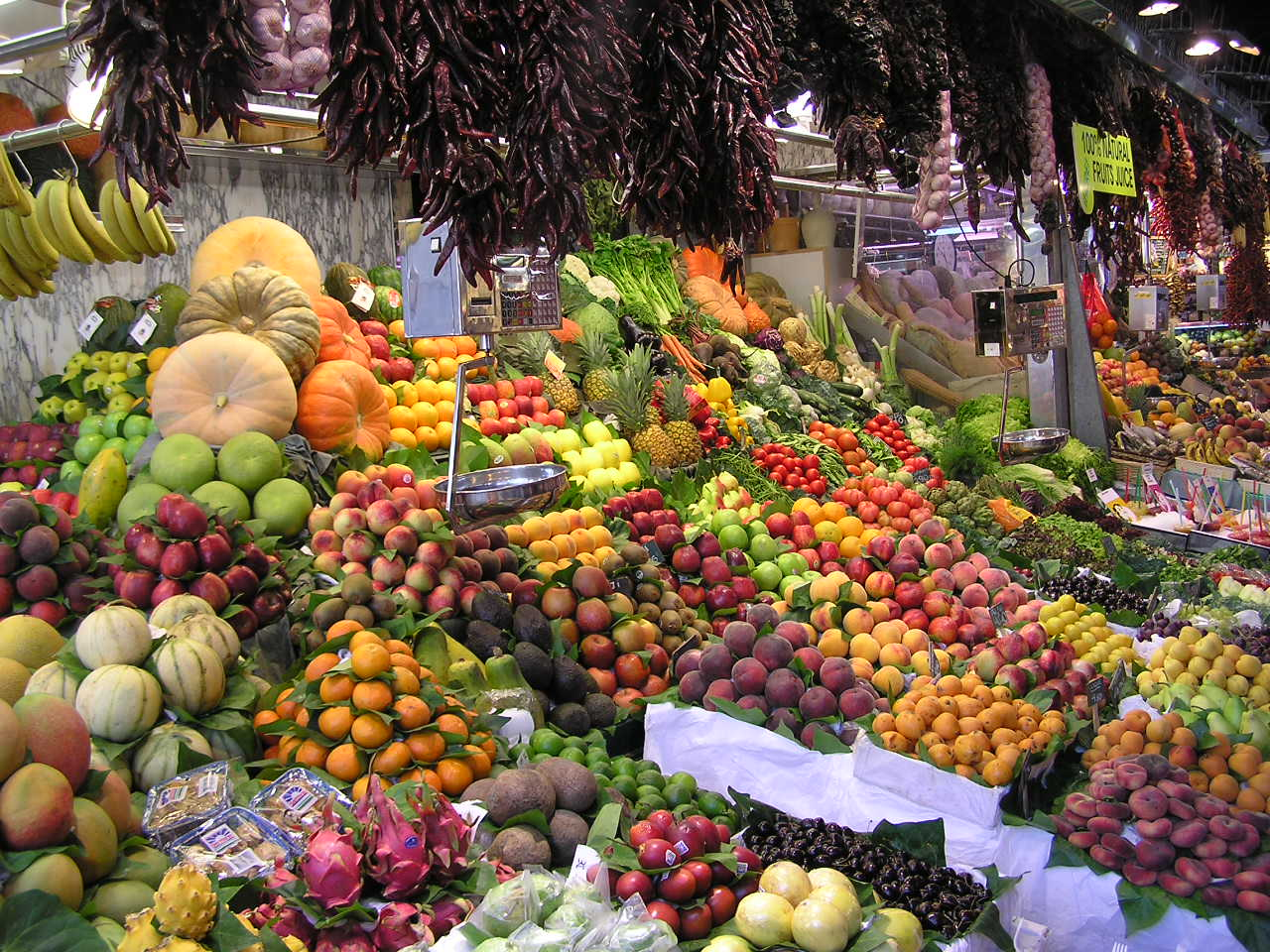
La mayor parte de una dieta pescetariana se compone de alimentos vegetales, como productos frescos.

### Global
En 2018, Ipsos MORI informó que el 73% de las personas a nivel mundial seguía una dieta en la que se consumían regularmente tanto carne como productos no animales, con un 14% considerado flexitariano, un 5% vegetariano, un 3% vegano y un 3% pescetariano. Estos resultados son similares a los recopilados por GlobalData solo un año antes; donde el 23% de la muestra tenía un consumo de carne por debajo de la media, el 5% seguía dietas vegetarianas, el 2% dietas veganas y el 3% dietas pescetarianas. A nivel mundial, las dietas pescetarianas parecen haber ganado popularidad a mediados y finales de la década de 2010; solo el 40% de los pescetarianos encuestados había estado siguiendo la dieta durante más de un par de años y otro 18% informó haberla seguido durante aproximadamente un año.

### Reino Unido
Una encuesta de 2018 realizada a 2.000 adultos del Reino Unido reveló que aproximadamente el 12% de los adultos seguía una dieta sin carne; de ellos, el 2% era vegano, el 6-7% ovolactovegetariano y el 4% pescetariano. Diferentes estudios y encuestas han encontrado un número más modesto de personas que se abstienen de comer carne; una encuesta de 2021 reveló que el 10% de los británicos se abstenía de comer carne, siendo el 3% de la población pescetariana.
En el Reino Unido, a enero de 2019, las mujeres de entre 18 y 24 años eran el grupo demográfico con mayor probabilidad de seguir una dieta pescetariana. En general, los hombres mostraban menos interés en el pescetarianismo, y los hombres de 35 años o más eran los menos propensos a adherirse a un patrón de dieta pescetariana.

### Otras regiones
En 2018, una encuesta reveló que las personas en África y Oriente Medio tenían una alta incidencia de dietas pescetarianas (5%) en comparación con otras regiones del mundo. En Europa, la incidencia del pescetarianismo variaba según el país, según una encuesta de 2020 que documentaba las prácticas dietéticas de los residentes en siete naciones europeas: en promedio, el pescetarianismo representaba aproximadamente el 3% de la población de la UE, con una incidencia ligeramente mayor en Alemania y Bélgica.

## Motivaciones y fundamentos

### Preocupaciones sobre el bienestar animal
El pescatarianismo puede considerarse una opción más ética porque los peces y mariscos podrían no experimentar miedo, dolor y sufrimiento, a diferencia de animales más complejos como los mamíferos y otros tetrápodos. Como contraargumento, desde un punto de vista científico, hay áreas funcionales en el cerebro de los peces que les permiten sentir dolor. Además, los peces tienen receptores de dolor similares a los de los humanos, y la evidencia demuestra que las señales de dolor se transmiten desde estos receptores al cerebro, lo que les permite sentir dolor. Sin embargo, este es un debate en curso.
Algunos pescetarianos pueden considerar su dieta como una transición al vegetarianismo, mientras que otros pueden verla como un compromiso ético, a menudo por necesidad práctica para obtener nutrientes que están ausentes, no se encuentran fácilmente o no son fácilmente biodisponibles en las plantas.

### Sostenibilidad y preocupaciones medioambientales
Es común que todo tipo de personas que se abstienen de la carne participen en el "movimiento verde" y sean conscientes de la sostenibilidad alimentaria global y el ecologismo; adoptar un patrón dietético pescetariano puede tener un impacto potencialmente positivo en ambos aspectos. Las personas pueden optar por una dieta pescetariana con el fin de reducir su huella de carbono alimentaria. Un análisis del ciclo de vida de las emisiones de gases de efecto invernadero realizado en 2014 estimó que una dieta pescetariana supondría una reducción del 45% en las emisiones en comparación con una dieta omnívora. Una investigación sobre las dietas de más de 55.000 residentes del Reino Unido reveló que los consumidores de carne tenían emisiones de gases de efecto invernadero asociadas a la dieta que eran aproximadamente un 50% más altas que las de los pescetarianos. En comparación con una dieta omnívora, las dietas pescetarianas también tuvieron un impacto ambiental general un 64% menor cuando se evaluaron conjuntamente la cantidad de emisiones de gases de efecto invernadero, el uso de la tierra y la demanda acumulada de energía.
Un estudio japonés de 2018 reveló que diversos cambios en la dieta podrían reducir con éxito la huella de nitrógeno alimentario japonesa, particularmente al adoptar una dieta pescetariana, lo que podría disminuir el impacto en el nitrógeno.  El cambio de una dieta omnívora a una pescetariana también tiene un gran potencial para reducir el desperdicio de alimentos en Estados Unidos, ya que el pescado y el marisco contribuyen notablemente menos al desperdicio de alimentos a nivel primario, minorista y de consumo que la carne roja y las aves de corral. Además, la conservación del agua puede ser un factor motivador; un estudio multinacional encontró que sustituir una dieta convencional por una dieta pescetariana equilibrada podría reducir la huella hídrica dietética entre un 33% y un 55%.

### Investigación en salud
Una de las razones más comunes para adoptar el pescetarianismo suele estar relacionada con la salud, como el consumo de pescado y alimentos vegetales como parte de la dieta mediterránea, asociada a un menor riesgo de enfermedades cardiovasculares. Las dietas pescetarianas están en investigación preliminar por su potencial para afectar la diabetes, el aumento de peso a largo plazo, y la mortalidad por todas las causas.

### Otras consideraciones
Han surgido preocupaciones sobre el consumo de algunas variedades de pescado que contienen toxinas como el mercurio y los bifenilos policlorados (PCB), aunque es posible seleccionar pescados con poco o ningún mercurio o moderar el consumo de aquellos que lo contienen. Según una encuesta global de consumidores de 2018, la mayoría de pescetarianos, vegetarianos y veganos (con una prevalencia del 87%) informaron que sus elecciones alimentarias están influenciadas por factores ideológicos, como inquietudes éticas, el impacto ambiental o la responsabilidad social. Los pescetarianos pueden estar motivados por preocupaciones éticas que no están relacionadas con la protección animal o ambiental, como razones humanitarias o religiosas. Las fuentes viables de proteína que pueden ser consumidas por humanos con inseguridad alimentaria no se desperdician en organismos filtradores o en peces de captura salvaje.

## En las religiones

### Cristianismo
Tanto en la tradición católica romana como en la ortodoxa oriental, el pescetarianismo se considera una forma de abstinencia. Durante los períodos de ayuno, los cristianos ortodoxos orientales a menudo se abstienen de carne, lácteos, huevos y pescado, pero en los días festivos que caen en días de ayuno (por ejemplo, el 15 de agosto en miércoles o viernes), se permite el pescado, mientras que la carne y los lácteos siguen prohibidos. El ayuno antoniano ha sido considerado una variante del ayuno ortodoxo similar al pescetarianismo, ya que las aves de corral y la carne roja están restringidas durante todo el año, pero el pescado, los huevos, los aceites, los lácteos y el vino están permitidos la mayoría de los días.
El pescetarianismo goza de cierta popularidad entre los adventistas del séptimo día en comparación con la población general; en la década de 2000, el 10% de los adventistas del séptimo día norteamericanos encuestados declaró seguir una dieta pescetariana. La mayor popularidad probablemente se deba a que la iglesia promueve un "mensaje de salud" entre sus seguidores y desaconseja el consumo de carne. Los adventistas que consumen productos del mar no comen mariscos, ya que la iglesia exige a todos sus fieles que solo ingieran alimentos kosher considerados permitidos por Levítico 11.

### Judaísmo
El pescatarianismo (siempre que el pescado sea kosher) se ajusta a las leyes dietéticas judías. El pescado y todos los demás animales marinos deben tener aletas y escamas para ser considerados kosher. Los mamíferos acuáticos como los delfines y las ballenas no son kosher, ni tampoco lo son los peces cartilaginosos como los tiburones y las rayas, ya que todos poseen dentículos dérmicos y no escamas de pez óseo. La ausencia de aletas y escamas también hace que los crustáceos (p. ej., camarones, cangrejos, langostas) y los moluscos (p. ej., ostras, almejas, caracolas, pulpos, calamares) sean considerados "treif" —no kosher. La hueva, como el caviar, debe provenir de un pescado kosher para ser permitida. Las dietas pescatarianas simplifican la adhesión a la separación judía de productos cárnicos y lácteos, ya que el pescado kosher es "pareve" —ni "lácteo" ni "cárnico".
En 2015, miembros de la sinagoga del Judaísmo Liberal en Mánchester, Inglaterra, fundaron la Sociedad Pescetariana, alegando que el pescetarianismo era originalmente una dieta judía y una forma de vegetarianismo. Los intereses de esta sociedad en cuanto a promoción incluyen la salud pública, la promoción de una alimentación saludable, la alabanza del pescetarianismo como "la dieta humana natural", el apoyo a un mejor bienestar animal, la concienciación sobre la crisis del cambio climático y la exigencia de que el marisco sea sostenible y capturado de forma responsable.

### Hinduismo
Algunos hindúes, por elección propia, siguen una dieta lacto-vegetariana estricta y en la India hasta el 44% de los hindúes se identifican como algún tipo de vegetarianos. Sin embargo, hay hindúes que consumen pescado. Son principalmente de la costa suroeste de la India. Esta comunidad considera los mariscos en general como "vegetales del mar" y se abstiene de comer animales terrestres. Otros hindúes que consumen mariscos son los de Bengala, Odisha y otras zonas costeras. En Bengala, los hindúes consumen pescado y es común que lo cocinen a diario.

### Rastafari
La práctica de la alimentación Ital puede variar entre los Rastas, pero un principio general es que la comida debe ser natural o pura, y provenir de la tierra. Aunque los Rastafari suelen asociarse con un vegetarianismo y veganismo estrictos, una gran minoría de sus seguidores considera que ciertos tipos de pescado son una excepción aceptable en la dieta Ital. Los Rastafari que permiten el pescado evitarán comer todo tipo de mariscos, ya que se consideran carroñeros "impuros", una creencia que se deriva de las enseñanzas bíblicas.